# Хавортиопсис полосатый
Хавортиопсис полосатый (лат. Haworthiopsis fasciata) — вид суккулентных травянистых растений рода Хавортиопсис (Haworthiopsis) семейства Асфоделовые (Asphodeloideae). Комнатное растение, которое часто путают с Haworthiopsis attenuata. Ранее вид входил в род Хавортия как Haworthia fasciata (Willd.) Haw. (1821).

## Описание
Листья мясистые, узкие, линейно-заострённые, тёмно-зелёного цвета. На нижней стороне листьев расположены поперечные полоски-гребни белого цвета. Длина листьев — 5—10 сантиметров. Размножается отделением дочерних розеток. Достигает 15 сантиметров в диаметре. В период цветения выпускает длинный коричневый цветонос с мелкими невзрачными белыми цветками. После цветения растение не отмирает.

## Таксономия
Haworthiopsis fasciata (Willd.) G.D.Rowley, Alsterworthia Int., Special Issue 10: 4 (2013).

#### Этимология
Haworthiopsis: родовое латинское наименование, от Haworthia = Хавортия и греч. ὀψις (-opsis) = похожий; «подобный Хавортии».
fasciata: латинский эпитет, означающий «полосатый».

#### Синонимы
Гомотипные (основанные на одном и том же номенклатурном типе):
- Aloe fasciata (Willd.) Salm-Dyck ex Schult. & Schult.f. (1830)
- Apicra fasciata Willd. (1811)
- Catevala fasciata (Willd.) Kuntze (1891)
- Haworthia fasciata (Willd.) Haw. (1821)
- Haworthia pumila subsp. fasciata (Willd.) Halda (1997)

#### Подвиды
Подтвержденные подвиды по данным сайта Plants of the World Online на 2022 год:
- Haworthiopsis fasciata var. browniana (Poelln.) Gildenh. & Klopper
- Haworthiopsis fasciata var. fasciata

## Выращивание
Требует умеренного полива, может переносить длительную засуху, как и другие суккуленты. Не любит прямое солнце: при длительном нахождении под палящими лучами листья приобретают красно-коричневый оттенок и со временем могут засохнуть.